# Двигатели горячего воздуха

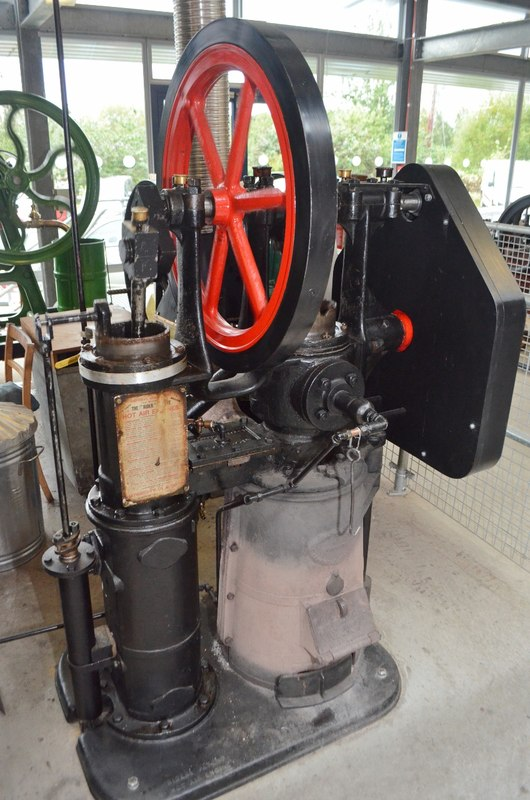
Двигатель Стирлинга является одним из представителей двигателей горячего воздуха

Двигатели горячего воздуха (также известные как воздушные двигатели или калорические двигатели) — двигатели, преобразующие тепловую энергию в механическую посредством расширения и сжатия газа при обеспеченной разности температур. Работа большинства таких двигателей основана на соответствующих термодинамических циклах: открытых, если работу совершает один и тот же газ, и закрытых, если газ периодически обновляется. Двигатели горячего воздуха имеют ряд отличий как от более известных двигателей внутреннего сгорания, так и от паровых двигателей.

## Принцип действия
Действие большинства двигателей горячего воздуха так или иначе основано на попеременном расширении и сжатии рабочего тела при соответственно его нагревании и охлаждении. Расширяясь, газ совершает работу. Причём эта работа больше работы, необходимой для сжатия охлаждённого после расширения газа. Поэтому «излишек» работы можно забирать на привод разнообразных механизмов.

## История
Двигатели горячего воздуха имеют относительно большую историю. Считается, что первым таким двигателем была спроектированная в 1699 году французским изобретателем Гийомом Амонтоном «Огненная мельница». Она представляла из себя вертикально ориентированное колесо, состоявшее из внешних, заполненных газом, и внутренних, заполненных водой, полостей. Попеременное нагревание и охлаждения внешних полостей вызывало изменения давления газа на полости с водой, которая, выталкиваясь нагретым газом вверх по колесу, своим весом вращала колесо. Идея Амонтона не получила никакого дальнейшего развития отчасти из-за запутанности конструкции и её недостатков (в частности, из-за выского расхода топлива), отчасти из-за смерти её изобретателя вскоре после её создания.
В 1807 году английским изобретателем Джорджем Кейли был сконструирован двигатель, в котором работу совершала смесь нагретого воздуха и продуктов сгорания. Пыль, образовывшаяся при сгорании твёрдого топлива, приводила к быстрому износу двигателя. По этой и по многим другим причинам такая идея полноценной промышленной реализации не получила.
В 1816 году шотландский священник Роберт Стирлинг запатентовал свою конструкцию двигателя. Она оказалась более успешной, чем предыдущие модели двигателей, и получила распространение в течение XIX века.
В 1830 году и 1833 году американский изобретатель шведского происхождения Джон Эрикссон разработал свои модели двигателей горячего воздуха. Позднее, в 1851 году, он создал ещё один двигатель, который впоследствии использовал в других своих разработках — кораблях. Двигатели Эрикссона были довольно широко распространены в XIX веке.
Появившиеся в конце XIX века и оказавшиеся более эффективными на то время двигатели внутреннего сгорания постепенно вытеснили двигатели внешнего сгорания, в том числе и двигатели горячего воздуха.
Вновь к двигателям горячего воздуха вернулись лишь в 1930-е годы, прежде всего к двигателям Стирлинга. В результате многочисленных исследований и экспериментов в 1940-х годах были разработаны двигатели, по ряду характеристик превосходившие двигатели внутреннего сгорания того времени. С тех пор разработка новых образцов таких двигателей продолжается.

## Примеры двигателей

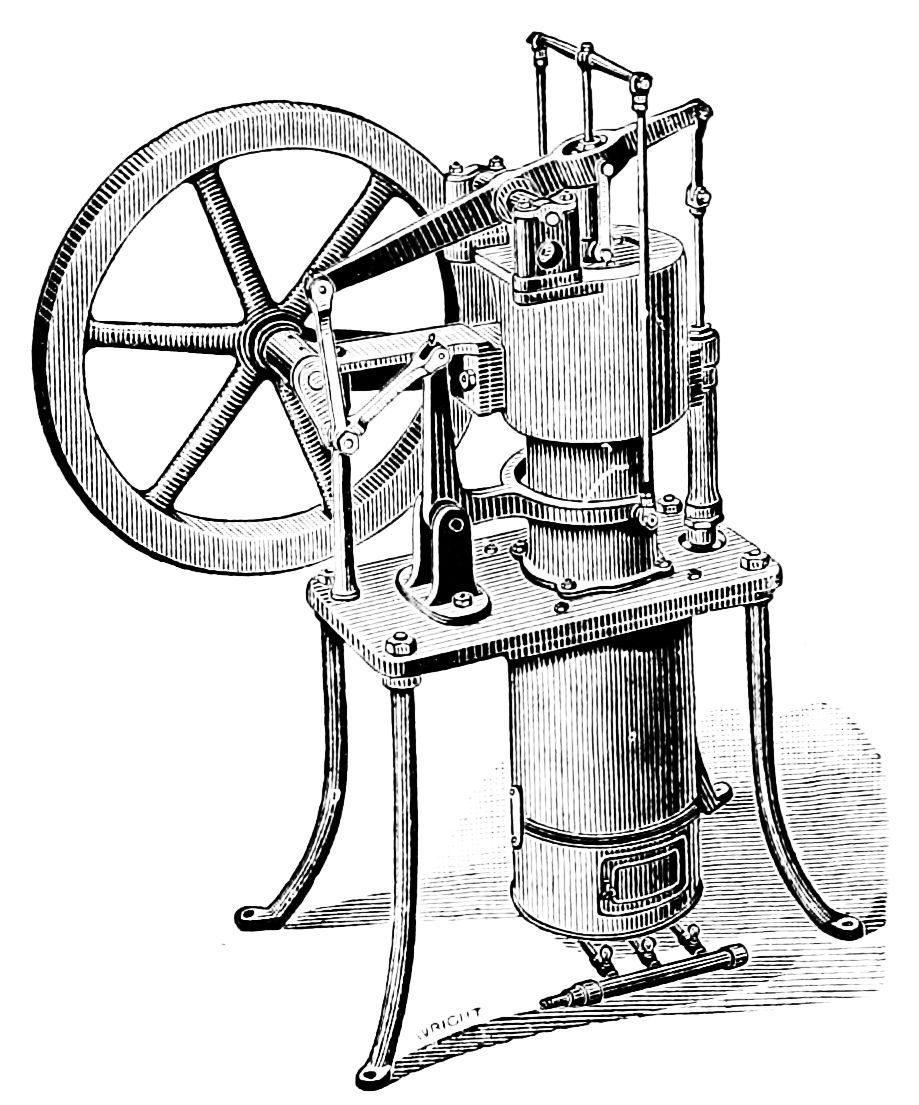
PSM V18 D345 Ericsson sealed hot air engine

Разновидностей двигателей горячего воздуха было создано немало. Среди них можно выделить следующие двигатели, которые стали основой для последующих образцов:
- Двигатель Кейли;
- Двигатель Стирлинга;
- Двигатель Эрикссона.